# 에게르세기 크리스티너
에게르세기 크리스티너(헝가리어: Egerszegi Krisztina, 1974년 8월 16일 ~ )는 전 헝가리의 세계 기록 보유 수영 선수이며, 근대 시기의 가장 위대한 헝가리 올림픽 챔피언들 중의 하나이다. 올림픽 200m 배영 종목 300연승(1988~96)을 하였으며, 그 종목의 롱코스 세계 기록을 17년(1991년 8월 ~ 2008년 2월) 동안 보유하였다.

## 생애
부다페스트 출신으로 13세의 나이로 1987년 유럽 수상 선수권 대회에 국제 데뷔한 에게르세기는 200m 배영 4위와 100m 5위를 하였다.
1988년 서울 올림픽에서 100m 배영에서 은메달을 따고 200m 배영에서 첫 금메달을 땄다. 14세 41일이라는 나이로 수영에서 최연소자 올림픽 금메달리스트가 되었다. 이 청소년 기록은 1992년 일본의 이와사키 교쿄에게 깨졌다.
1989년 유럽 수상 선수권 대회에서 100m, 200m 배영과 400m 개인혼영에 출전하면서 전부 은메달을 땄다.
1991년 세계 선수권 대회에서 배영 종목들을 둘다 우승하였고, 몇달 후에 열린 유럽 선수권 대회에서 양 배영 종목들에 세계 기록을 세워 금메달을 획득하였다.
1992년 바르셀로나 올림픽에서 3개의 금메달을 획득하면서 그 경기에서 3개의 수영 종목을 우승한 단 하나의 여성 선수가 되었다. 다음해 유럽 선수권 대회에서도 그 타이틀들을 유지하고 200m 접영에도 첫 출전하여 우승하였다.
1994년 세계 선수권 대회 후에 은퇴를 하려는 선언을 하였다. 100m 배영에서 5위를 하고 200m 배영 2위를 한 것에 대하여 실망한 에게르세기는 2년 더 활약하기로 결정하였다.
1995년 유럽 선수권 대회에서 400m 개인혼영과 200m 배영 종목을 이기면서, 9개의 유럽 타이틀 중 마지막 2개를 우승하였다. 훗날 올림픽 챔피언이 된 어린 코바츠 아그네스를 포함된 400m 혼계영 종목에 처음으로 출전하여 2위를 하였다.
1996년 애틀랜타 올림픽에서 400m 개인혼영 동메달을 따고 200m 배영에서 3연승하여 돈 프레이저에 이어 3개의 올림픽에서 같은 종목을 우승한 두 번째 수영 선수가 되었다. 올림픽이 끝난 후, 22세의 나이로 수영에서 은퇴하였다.
2001년 국제 수영 명예의 전당에 입성되었다. 그녀는 7번의 기록을 깨면서 "올해의 헝가리 스포츠 여성"(1988, 1989, 1990, 1991, 1992, 1993, 1996)으로 선정되었다.

## 같이 보기
- 올림픽 다관왕 목록
- 수영 배영 100m 세계 기록 추이
- 수영 배영 200m 세계 기록 추이